# Le Voyage de noce (roman)
Le Voyage de noce, parfois sous-titré Histoire d'amour et de guerre, est un roman de l'écrivain belge Charles De Coster, publié en 1870. Il s'agit d'un « roman psychologique, dont l'intrigue est un drame familial ».

## Personnages
- Roosje, veuve, propriétaire de l'auberge Aux Armes de l'Empereur
- Grietje, sa fille.
- Siska, employée de l'auberge.
- Paul, médecin et futur mari de Grietje.
- Amélie, comtesse éprise de Paul.

## Intrigue
En hiver, pendant les gelées de décembre, la veuve Roosje, propriétaire de l'auberge Aux Armes de l'Empereur, voit subitement mourir sa fille de dix-sept ans, Grietje (Marguerite). Bien que le médecin local affirme que la jeune fille est morte, Roosje n'est pas pressée d'enterrer sa fille, qu'elle aimait jalousement, et le corps de Grietje repose dans l'une des chambres de l'auberge. Alors que Roosje et sa femme de chambre Siska continuent de servir les clients, un jeune homme, Paul Goethals, entre dans l'auberge pour y passer la nuit. Roosje lui explique que le seul espace libre qui reste est dans la chambre où « quelqu'un dort » sur l'un des lits, et montre à Paul la fille allongée là. Paul s'avère être un médecin et il exprime des doutes sur la mort réelle de Grietje. Roosje, malgré sa mesquinerie, lui promet dix mille francs s'il réussit à ramener sa fille à la vie. Après plusieurs procédures médicales, la fille revient à elle. Roosje est heureuse, même si l'idée de se séparer de l'argent lui pèse. Paul dit qu'il refuse la récompense, ce qui ridiculise Roosje. Pendant ce temps, Paul et Grietje s'éprennent l'un de l'autre. Malgré la résistance de la mère, Paul et Grietje se marient six mois plus tard et s'installent dans la maison de Paul à Uccle. Roosje ne donne aucune dot.
Paul et Grietje sont heureux, tandis que Roosje est fou de haine et d'envie pour son gendre, qui lui a enlevé sa fille et vit de manière indépendante et prospère. Elle quitte l'auberge et s'installe à Ixelles, où elle se livre au commerce de gros de vins et spiritueux. Roosje économise encore sur tout, trompe les clients (en diluant le vin) et harcèle sa bonne Siska, qui ne reste au service de sa patronne que par pitié pour elle. Les tentatives de Grietje et de son mari de rendre visite à Roosje se soldent par des scandales, car elle insulte Paul tout le temps. Les jeunes mariés attendent un enfant et discutent déjà de son éducation (ils sont sûrs que ce sera un garçon). Pendant ce temps, Roosje a un plan pour se venger de son gendre : Siska et elle rendent visite à Paul et Grietje à l'improviste pour rester avec eux pendant quelques jours. Paul et sa femme essaient d'offrir le meilleur aux invités, cependant, lorsque Paul manque d'argent (en raison du fait que certains clients lui doivent encore), Roosje rejette avec colère la demande de Grietje de lui en prêter. Néanmoins, les affaires de Paul s'améliorent et les époux partent quelques jours à la mer, dans la ville d'Ostende.
Roosje affectionne les questions généalogiques et commande des extraits d'archives indiquant que ses ancêtres avaient un titre baronnial. Elle commence à s'habiller élégamment et à communiquer avec la noblesse locale, notamment en rencontrant une jeune femme nommée Amélie, avec qui Paul a eu une liaison avant de rencontrer Grietje. Amélie rêve de se venger de Paul pour en avoir choisi une autre, et elle donne à Roosje une des lettres de Paul, sur laquelle elle forge une date. Lorsque le couple rentre chez lui, Roosje montre la lettre à sa fille et l'emmène à Gand pour l'éloigner de Paul. La jeune fille est choquée par la trahison de son mari et ne parle à personne. Dans la nuit, Roosje apprend que Grietje a quitté la maison. Terrifiée à l'idée que sa fille est sur le point de se suicider, Roosje court puis rampe jusqu'au quai du canal, où se trouvent généralement les noyés. Elle tient sa fille et avoue sa tromperie. Elles se rendent au château de la comtesse, où Grietje entend une conversation entre Amélie et Paul : la comtesse le persuade de revenir vers elle, mais il parle de son amour pour Grietje. Paul et Grietje sont réunis, et bientôt Roosje vient vers eux et demande pardon à Paul. Après cette réconciliation, « [l]'amour entrait dans la maison, la haine en sortait. »

## Critique

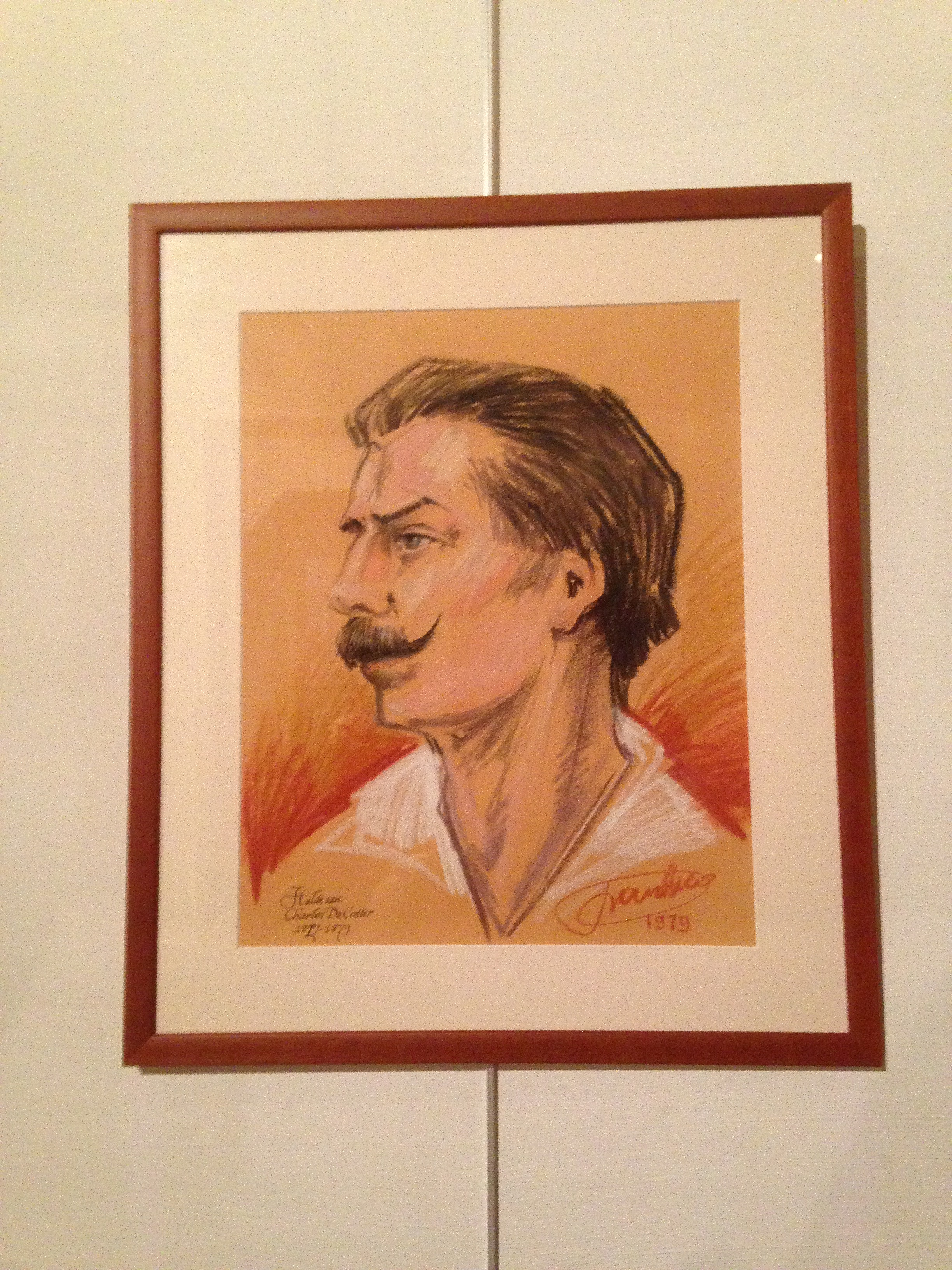
Portrait de Charles De Coster

Selon A. V. Morozova, « malgré un certain nombre d'avantages (orientation anti-bourgeoise), il ne peut en aucun cas être comparé à la Légende ». De même, I. N. Pojarova note que le roman de De Coster sur la vie contemporaine critique la « fausseté de la famille bourgeoise ».
B. P. Mitskevitch note que le roman est passé « presque inaperçu » auprès du public belge, et qualifie sa traduction en russe dès 1873 de « seule réussite ». Selon l'auteur, certains personnages et collisions du roman sont de nature autobiographique et reflètent les épreuves et expériences personnelles de De Coster durant sa passion pour Élisa Spruyt. Le roman peut être qualifié de familial, psychologique et pour sa méthode artistique, réaliste. En même temps, « son contenu semble quotidien et ne révèle aucune fiction originale d'auteur, et l'intrigue est quelque peu inhabituelle et tirée par les cheveux ». En somme, c'est « une histoire d'amour triomphant de la haine ». Et bien que, selon B.P. Mitskevitch, le roman de De Coster soit une « œuvre profondément réaliste et démocratique, indiquant que son auteur dans les dernières années de sa vie a réussi à se rapprocher des gens dans leur existence quotidienne », le réalisme de De Coster dans ce roman est « nettement inférieur au réalisme de Balzac et de Flaubert, auxquels l'écrivain belge a été si volontiers comparé par la critique contemporaine ».
Selon Paul Aron, Le Voyage de noce est une œuvre « inégale, et parfois verbeuse », dont les meilleures pages sont celles où l'auteur « peint la campagne, les kermesses, ou qu’il croque des personnages sur le vif ». Raymond Trousson insiste sur le fait que le roman s’inspire de la passion de De Coster pour Élisa, et voit dans la figure maternelle possessive de Roosje la propre mère de l’écrivain.

## Adaptations

### Au cinéma
En 1939, le roman a été adapté en film par le réalisateur allemand Karl Ritter sous le titre Die Hochzeitsreise.

### À la radio
En 1947, le texte est adapté en pièce radiophonique par le réalisateur Helmut Brennicke (de).